# Scuola tecnica di belle arti di Tokyo
La Scuola tecnica di belle arti di Tokyo (工部美術学校?, Kōbu Bijutsu Gakkō) fu la prima scuola d'arte del Giappone, istituita dal governo nell'ambito del processo di modernizzazione voluto dell'imperatore Mutsuhito nel primo periodo Meiji. Fondata nel 1876 come parte del Collegio imperiale di ingegneria, la scuola aveva lo scopo di favorire l'industria e il commercio attraverso l'uso delle belle arti.
Il compito di educare i giapponesi in questo campo fu affidato a specialisti provenienti soprattutto dall'Italia, tra cui Antonio Fontanesi, Vincenzo Ragusa e Giovanni Vincenzo Cappelletti. La scuola chiuse nel 1883 quando i più conservatori spinsero per un ritorno a un'arte più tradizionale meno influenzata dagli ideali occidentali.

## Storia
La scuola venne fondata nel novembre 1876 dal Ministero dei lavori pubblici giapponese come parte del Collegio imperiale di ingegneria, dopo che l'allora ministro Itō Hirobumi ebbe incontrato il diplomatico italiano Alessandro Fè d'Ostiani durante la missione Iwakura. I due ebbero modo di discutere della situazione dell'arte in Giappone e, convenuto che una scuola d'arte avrebbe giovato anche al settore industriale locale, si decise di svilupparla inizialmente come una scuola di design. L'intenzione del governo Meiji era difatti quella di creare una scuola che potesse contribuire alla modernizzazione in atto del Paese, promuovendo le arti applicate piuttosto che le belle arti.
Lo stesso Alessandro Fè d'Ostiani, al tempo ministro plenipotenziario in Giappone e rinomato intenditore d'arte, suggerì di impostare la scuola con un metodo di insegnamento artistico tipicamente occidentale, convinto che tale approccio avrebbe agevolato l'industrializzazione e sarebbe tornato utile anche alla stessa arte giapponese. Fu così che, grazie ai buoni rapporti con il ministro Itō, la scuola iniziò ad avvalersi di docenti provenienti prevalentemente dall'Italia. Antonio Fontanesi fu nominato amministratore della scuola e responsabile del dipartimento artistico, carica che mantenne fino al 1878, quando fu costretto a tornare in Italia per motivi di salute.
Con il tempo la scuola cambiò orientamento e abbandonò l'idea iniziale di un istituto improntato sul design, assumendo sempre più le sembianze di un'accademia d'arte su modello di quelle italiane. Tuttavia, dopo che Fontanesi ebbe lasciato la guida dell'istituto nelle mani di Prospero Ferretti, lo storico d'arte statunitense Ernest Fenollosa esortò il governo giapponese a rivedere i canoni di insegnamento della scuola in modo da recuperare l'arte tradizionale e porla al centro dell'educazione artistica giapponese, accantonando così lo studio della materia secondo crismi occidentali. La mozione ottenne i favori delle frange politiche più conservatrici, che già accusavano Itō di affidarsi in maniera eccessiva agli usi e agli ideali occidentali durante il suo mandato. La chiusura della scuola nel 1883 fu proprio conseguenza di questa ondata nazionalista, e per una decina d'anni si smise persino di insegnare arte occidentale in Giappone.

## Corsi di studio
La scuola si suddivideva in tre corsi per una durata media di sei anni: dopo i primi tre anni di preparazione, della quale fino al 1880 si occupò Giovanni Vincenzo Cappelletti, era possibile accedere al corso di pittura o in alternativa a quello di scultura. Dopo il ritorno in Italia di Fontanesi, il corso di pittura fu affidato prima a Prospero Ferretti e successivamente ad Achille Sangiovanni, mentre Vincenzo Ragusa mantenne l'incarico di docente del corso di scultura fino alla chiusura della scuola nel 1883.
Altri artisti che collaborarono alla scuola furono Edoardo Chiossone (per le lezioni di incisione) e il britannico Josiah Conder (per le lezioni di architettura), quest'ultimo già docente presso il Collegio imperiale di ingegneria.

### Corso di preparazione
Il corso di preparazione, della durata di tre anni, era raccomandato ai principianti e serviva a dare le basi teoriche e pratiche agli studenti. Convinto che il governo giapponese stesse cercando un docente per l'imminente apertura di un corso di architettura, il ministro italiano alla pubblica istruzione Ruggiero Bonghi propose l'architetto milanese Giovanni Vincenzo Cappelletti. L'intenzione della scuola era però quella di aprire un corso di architettura ornamentale, con lezioni incentrate sulla lavorazione su marmo e pietra. Era infatti prevista l'inaugurazione di un corso di architettura tradizionale presso il Collegio imperiale di ingegneria, e un'eventuale attivazione di un corso simile all'interno della scuola d'arte avrebbe causato inutili attriti tra i due istituti. Cappelletti si ritrovò tuttavia a gestire il corso di preparazione, in quanto il corso di architettura ornamentale non vide mai la luce.
Lo scopo del corso era quello di fornire agli studenti nozioni basiche su materie come geometria, prospettiva e architettura decorativa, ma dava anche la possibilità agli stessi di imparare le tecniche per realizzare schizzi di animali, nature morte e modelli di abiti, per poi riuscire a renderli con il gesso.
Capelletti mantenne la cattedra fino al 1880, anno in cui iniziò a dedicarsi alla progettazione del museo militare Yūshūkan e del quartier generale dell'esercito. Il suo posto fu preso da Giuseppe Perolio, che però insegnò nella scuola soltanto durante il corso del 1880, anno in cui le attività del corso di preparazione furono sospese.

### Corso di pittura

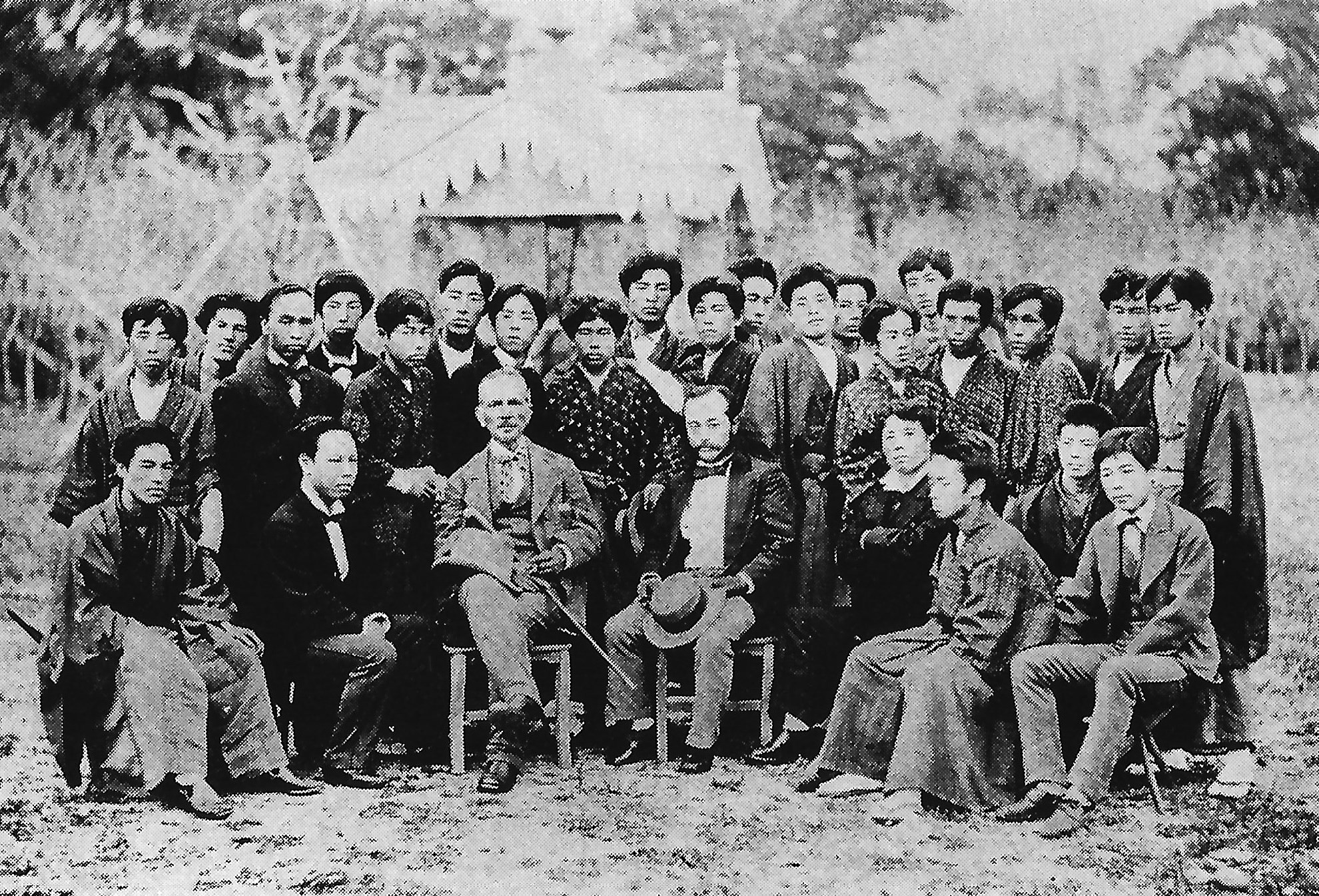
Antonio Fontanesi fotografato insieme ai suoi studenti nel 1878.

Il corso di pittura fu affidato al pittore emiliano Antonio Fontanesi, il quale giunse in Giappone nel 1876. Reduce da un'esperienza poco edificante presso l'Accademia di Torino, Fontanesi colse di buon grado l'opportunità di trasferirsi all'estero, spinto dalla voglia di confrontarsi con uno stile artistico lontano dal suo modo di intendere l'arte. Afflitto da problemi finanziari, l'incarico in Giappone avrebbe inoltre garantito all'artista un importante ritorno economico, situazione che lo spinse a rifiutare la cattedra della scuola di pittura di Reggio Emilia per dedicarsi pienamente a questo progetto. La predilezione di Fontanesi per la pittura paesaggistica fu una della ragioni che indusse il governo giapponese ad affidargli l'incarico. Secondo le autorità giapponesi, infatti, le rappresentazioni dei paesaggi si avvicinavano maggiormente alla tradizione giapponese e a quella orientale, rispetto, per esempio, alle rappresentazioni della figura umana.
Apprezzato e stimato per i suoi metodi di insegnamento, durante il biennio in Giappone Fontanesi insegnò pittura, geometria e disegno, non limitandosi alla pratica ma fornendo ai suoi studenti anche nozioni di teoria. L'artista italiano era convinto di possedere il materiale umano adatto a formare in Giappone una tradizione artistica autorevole, e per questo cercò di invogliare il maggior numero di giovani artisti giapponesi a iscriversi alla scuola. Non tutti gli studenti seppero tuttavia cogliere i suoi insegnamenti e solo quelli più talentuosi dimostrarono di aver compreso appieno il suo modo di vedere la pittura. Tra questi vi furono Asai Chū, Yamamoto Hōsui, Koyama Shōtarō, Matsuoka Hisashi, Kawakami Tōgai e Takahashi Yuichi.
Nel 1878 Fontanesi dovette abbandonare l'incarico a causa di problemi di salute. In Giappone si era ammalato di idropisia, e per curarsi preferì fare ritorno in Italia. Al suo posto fu chiamato Prospero Ferretti, che insegnò nella scuola fino al 1880. A differenza del suo predecessore, egli faticò a imporre i suoi ideali artistici e durante il suo periodo di insegnamento molti studenti abbandonarono l'istituto in segno di protesta nei suoi confronti. L'incarico fu successivamente affidato ad Achille Sangiovanni, il quale diede il via a una piccola rivoluzione imponendo come argomento centrale del corso di puttura lo studio del nudo, un tema che per i giapponesi rappresentava un'assoluta novità. Tra gli studenti che seppero trarre maggiore ispirazione dai suoi insegnamenti vi fu Yamamoto Hōsui, che dal 1881 iniziò a rappresentare nudi nelle sue opere.

### Corso di scultura
Il concetto di scultura a livello artistico fu introdotto in Giappone per la prima volta proprio con la Scuola tecnica di belle arti di Tokyo. In precedenza, la pratica di ricavare da un materiale una forma tridimensionale veniva associata all'artigianato, e non veniva a essa attribuita alcuna valenza artistica. I membri partecipanti alla missione Iwakura erano rimasti piacevolemente colpiti dalla tradizione scultorea italiana, convincendosi che, tra tutti i paesi visitati, l'Italia dimostrasse di conoscere meglio tale arte. Per questo motivo fu deciso di assegnare la cattedra del corso di scultura al palermitano Vincenzo Ragusa, il quale partì alla volta del Giappone il 18 luglio 1876.
Il corso dava lezioni di disegno, modellatura e scultura, per la quale venivano usati materiali come plastilina, creta, gesso e marmo. Per i suoi insegnamenti Ragusa attinse a piene mani dalle tecniche scultoree occidentali, prediligendo la rappresentazione di figure umane, generalmente gente comune. Per la rappresentazione delle parti anatomiche più complesse, era solito avvalersi dell'ausilio di professori di medicina provenienti dalla Facoltà di medicina dell'Università imperiale di Tokyo.
Ragusa ebbe un ruolo significativo nello sviluppo delle moderne arti scultoree giapponesi introducendo in Giappone le tecnologie di fusione del bronzo, sebbene il suo corso godette di scarsa popolarità. Nonostante i tentativi di avvicinare più studenti possibili alla sua arte (egli tenne anche lezioni private a domicilio), il corso di scultura fu il primo a essere chiuso. Le nozioni introdotte da Ragusa furono tuttavia riprese negli anni a venire, e molti dei suoi studenti seppero farsi un nome introducendo e diffondendo la scultura occidentale in Giappone. Tra questi si ricordano Ōkuma Ujihiro, Fujita Bunzō e Ogura Sōjirō.